# Route nationale 22 (France)
Pour les articles homonymes, voir N22 et Route nationale 22.
La route nationale 22 est aujourd'hui une antenne de la route nationale 20 reliant L'Hospitalet-près-l'Andorre au Pas de la Case, porte française de la principauté d'Andorre. Elle est doublée par la N 320 qui passe par le col de Puymorens. Un tronc commun entre ces deux routes existe sur quelques kilomètres.
Au Pas de la Case, se branche le débouché côté français du tunnel d'Envalira. Son prolongement est la CG-2 qui se dirige vers Andorre.
L'accès à la station a été impossible depuis l'Ariège du fait d'un important glissement de terrain et d'un sol instable entre L'Hospitalet-près-l'Andorre et le Pas de la Case. La route a été fermée du 27 avril au 17 mai 2019, période nécessaire à la restauration de la voie avec des répercussions économiques importantes.
Mais cette route ne porte le numéro 22 que depuis 1975 lors des déclassements, ce fut la N 20B. Autrefois, le nom de route nationale 22 correspondait au tronçon de l'actuelle route nationale 11 reliant Mauzé-sur-le-Mignon à La Rochelle et à un tronçon aujourd'hui déclassé qui, dans La Rochelle, allait jusqu'au port de La Pallice où se trouvait l'embarcadère du bac pour l'île de Ré.
La loi n° 2022-217 du 21 février 2022 prévoit le transfert des routes nationales aux collectivités volontaires. La nationale 22 sera mise à disposition en intégralité à la région Occitanie. Initialement prévu le 1er janvier 2024, elle se fera au plus tôt au 1er janvier 2025.

## De Mauzé-sur-le-Mignon à La Pallice (N 11)
L'actuelle RN 11 est une voie rapide, elle est aussi E601.
Les principales communes traversées sont :
- Mauzé-sur-le-Mignon (km 0)
- La Laigne (km 7)
- Ferrières (Ferrière-d'Aunis) (km 15)
- Nuaillé-d'Aunis (km 20)
- Dompierre-sur-Mer (km 32)
- La Rochelle (km 41)
- Grand port maritime de La Rochelle (La Pallice) (km 45)

### article connexe
- Réseau routier de l'Ariège